# Mowi
Mowi ASA je norská firma zaměřená na akvakulturní produkci rybího masa a tuku. Působí ve 25 zemích a má přibližně 13 000 zaměstnanců. Hlavní sídlo akciové společnosti je v Bergenu. Mowi je kótována na Osloské burze, v roce 2023 zaznamenala výnos 5,5 miliardy eur a zisk 445 milionů eur.
Podnik navazuje na tradici rybí farmy, kterou založil Unilever roku 1965 ve skotském Lochailortu. V roce 2006 došlo k fúzi společností Fjord Seafood, Marine Harvest a Pan Fish, hlavním akcionářem se stal norský miliardář John Fredriksen. Od roku 2007 firma působila pod názvem Marine Harvest ASA a v roce 2013 zakoupila polského výrobce uzených ryb Morpol. Roku 2019 se přejmenovala na Mowi podle rybářské rodiny Mowinckelů.
Mowi je největším producentem lososů na světě. Ročně produkuje okolo 475 000 tun ryb a kontroluje více než čtvrtinu světového trhu. Má více než sto rybích farem v Norsku, Skotsku, Irsku, na Faerských ostrovech, v Chile a Kanadě. Hlavní zpracovatelské závody se nacházejí v Boulogne-sur-Mer a Dunkerque ve Francii a v belgickém Ostende.
Firma je kritizována za podmínky na farmách, kde se vinou nepřirozeného chovu v klecích šíří choroby jako Salmon isavirus, které ohrožují také divoké populace ryb. Chemikálie používané na lososích farmách výrazně snižují kvalitu vody v okolí. Organizace Public Eye on Davos proto zařadila velkoproducenty lososího masa mezi hlavní znečišťovatele životního prostředí.